# Lijst van Belgische ministers van Middenstand
Dit is een lijst van ministers van Middenstand in de Belgische federale regering. 

## Lijst
| Nr.                                         | Minister | Minister                               | Partij | Partij                       | Begin            | Einde             | Regering(en)                                                        | Bevoegdheid |
| ------------------------------------------- | -------- | -------------------------------------- | ------ | ---------------------------- | ---------------- | ----------------- | ------------------------------------------------------------------- | --- |
| 1                                           |          | Emile van Dievoet (1886-1967)          |        | Katholieke Unie              | 11 juli 1932     | 22 oktober 1932   | Renkin II                                                           | Middenstand |
| 2                                           |          | Charles de Broqueville (1860-1940)     |        | Katholieke Unie              | 22 oktober 1932  | 17 december 1932  | De Broqueville III                                                  | Middenstand |
| 3                                           |          | Gustave Sap (1886-1940)                |        | Katholieke Unie              | 17 december 1932 | 10 januari 1934   | De Broqueville IV                                                   | Middenstand |
| 4                                           |          | Frans Van Cauwelaert (1880-1961)       |        | Katholieke Unie              | 10 januari 1934  | 14 januari 1935   | De Broqueville IV, De Broqueville V en Theunis IV                   | Middenstand |
| vacant (14 januari 1935 - 24 november 1937) |          |                                        |        |                              |                  |                   |                                                                     | |
| 5                                           |          | Philip Van Isacker (1884-1951)         |        | Katholiek Blok               | 24 november 1937 | 7 februari 1938   | Janson                                                              | Middenstand |
| [ 1 ]                                       |          | Charles du Bus de Warnaffe (1894-1965) |        | Katholiek Blok               | 7 februari 1938  | 15 februari 1938  | Janson                                                              | Middenstand |
| 6                                           |          | Pierre De Smet (1892-1975)             |        | Katholiek Blok               | 15 februari 1938 | 15 mei 1938       | Janson                                                              | Middenstand |
| 7                                           |          | Paul Heymans (1895-1960)               |        | extraparlementaire katholiek | 15 mei 1938      | 21 januari 1939   | Spaak I                                                             | Middenstand |
| 8                                           |          | Charles d'Aspremont Lynden (1888-1967) |        | Katholiek Blok               | 21 januari 1939  | 22 februari 1939  | Spaak I                                                             | Middenstand |
| 9                                           |          | Raoul Richard (1885-1962)              |        | extraparlementair            | 22 februari 1939 | 16 april 1939     | Pierlot I                                                           | Middenstand |
| 10                                          |          | Gustave Sap (1886-1940)                |        | Katholiek Blok               | 16 april 1939    | 19 maart 1940     | Pierlot II, III en IV                                               | Middenstand |
| 11                                          |          | August De Schryver (1898-1991)         |        | Katholiek Blok               | 25 maart 1940    | 28 augustus 1940  | Pierlot IV                                                          | Middenstand |
| vacant (28 augustus 1940 - 20 maart 1947)   |          |                                        |        |                              |                  |                   |                                                                     | |
| 12                                          |          | Jean Duvieusart (1900-1977)            |        | PSC                          | 20 maart 1947    | 8 juni 1950       | Spaak III en IV en G. Eyskens I                                     | Middenstand |
| 13                                          |          | Gaston Eyskens (1905-1988)             |        | CVP                          | 8 juni 1950      | 16 augustus 1950  | Duvieusart                                                          | Middenstand |
| 14                                          |          | Albert Coppé (1911-1999)               |        | CVP                          | 16 augustus 1950 | 15 januari 1952   | Pholien                                                             | Middenstand |
| (12)                                        |          | Jean Duvieusart (1900-1977)            |        | PSC                          | 15 januari 1952  | 23 april 1954     | Van Houtte                                                          | Middenstand |
| 15                                          |          | Oscar Bossaert (1887-1956)             |        | Liberale Partij              | 23 april 1954    | 31 januari 1956   | Van Acker IV                                                        | Middenstand |
| [ 1 ]                                       |          | Jean Rey (1902-1983)                   |        | Liberale Partij              | 31 januari 1956  | 13 februari 1956  | Van Acker IV                                                        | Middenstand |
| 16                                          |          | Léon Mundeleer (1885-1964)             |        | Liberale Partij              | 13 februari 1956 | 26 juni 1958      | Van Acker IV                                                        | Middenstand |
| 17                                          |          | Paul Vanden Boeynants (1919-2001)      |        | PSC                          | 26 juni 1958     | 25 april 1961     | G. Eyskens II en III                                                | Middenstand |
| 18                                          |          | Albert De Clerck (1914-1974)           |        | CVP                          | 25 april 1961    | 28 juli 1965      | Lefèvre                                                             | Middenstand |
| 19                                          |          | Adhémar d'Alcantara (1920-2012)        |        | CVP                          | 28 juli 1965     | 17 juni 1968      | Harmel en Vanden Boeynants I                                        | Middenstand |
| 20                                          |          | Charles Hanin (1914-2012)              |        | PSC                          | 17 juni 1968     | 21 januari 1972   | G. Eyskens IV                                                       | Middenstand |
| 21                                          |          | Leo Tindemans (1922-2014)              |        | CVP                          | 21 januari 1972  | 26 januari 1973   | G. Eyskens V                                                        | Middenstand |
| [ 2 ]                                       |          | Antoon Steverlynck (1925-2010)         |        | CVP                          | 21 januari 1972  | 26 januari 1973   | G. Eyskens V                                                        | Middenstand |
| 22                                          |          | Léon Hannotte (1922-1978)              |        | PLP                          | 26 januari 1973  | 23 oktober 1973   | Leburton                                                            | Middenstand |
| 23                                          |          | Louis Olivier (1923-2015)              |        | PLP                          | 23 oktober 1973  | 31 juli 1976      | Leburton, Tindemans I en II                                         | Middenstand |
| (22)                                        |          | Léon Hannotte (1922-1978)              |        | PLP/PRLW                     | 31 juli 1976     | 3 juni 1977       | Tindemans II en III                                                 | Middenstand |
| 24                                          |          | Antoine Humblet (1922-2011)            |        | PSC                          | 3 juni 1977      | 3 april 1979      | Tindemans IV, Vanden Boeynants II                                   | Middenstand |
| 25                                          |          | Albert Lavens (1920-1993)              |        | CVP                          | 3 april 1979     | 22 oktober 1980   | Martens I, II en III                                                | Middenstand |
| 26                                          |          | José Desmarets (1925-2019)             |        | PSC                          | 22 oktober 1980  | 17 december 1981  | Martens IV en M. Eyskens                                            | Middenstand |
| 27                                          |          | Albert Demuyter (1925-2011)            |        | PRL                          | 17 december 1981 | 20 januari 1983   | Martens V                                                           | Middenstand |
| (23)                                        |          | Louis Olivier (1923-2015)              |        | PRL                          | 20 januari 1983  | 6 januari 1985    | Martens V                                                           | Middenstand |
| [ 2 ]                                       |          | Etienne Knoops (1934)                  |        | PRL                          | 20 januari 1983  | 28 november 1985  | Martens V                                                           | Middenstand |
| 28                                          |          | Frans Grootjans (1922-1999)            |        | PVV                          | 6 januari 1985   | 28 november 1985  | Martens V                                                           | Middenstand |
| 29                                          |          | Jacky Buchmann (1932-2018)             |        | PVV                          | 28 november 1985 | 9 mei 1988        | Martens VI, VII                                                     | Middenstand |
| [ 2 ]                                       |          | Georges Mundeleer (1921-2001)          |        | PRL                          | 28 november 1985 | 9 mei 1988        | Martens VI, VII                                                     | Middenstand |
| 30                                          |          | Melchior Wathelet (1949)               |        | PSC                          | 9 mei 1988       | 7 maart 1992      | Martens VIII en Martens IX                                          | Middenstand |
| [ 2 ]                                       |          | Pierre Mainil (1925-2013)              |        | PSC                          | 9 mei 1988       | 7 maart 1992      | Martens VIII en Martens IX                                          | Middenstand |
| [ 2 ]                                       |          | Herman Van Rompuy (1947)               |        | CVP                          | 9 mei 1988       | 18 september 1988 | VIII                                                                | Kleine en Middelgrote Ondernemingen |
| [ 2 ]                                       |          | Jos Dupré (1928-2021)                  |        | CVP                          | 18 oktober 1988  | 7 maart 1992      | Martens VIII en Martens IX                                          | Kleine en Middelgrote Ondernemingen |
| 31                                          |          | André Bourgeois (1928-2015)            |        | CVP                          | 7 maart 1992     | 23 juni 1995      | Dehaene I                                                           | Kleine en Middelgrote Ondernemingen |
| 32                                          |          | Karel Pinxten (1952)                   |        | CVP                          | 23 juni 1995     | 1 juni 1999       | Dehaene II                                                          | Kleine en Middelgrote Ondernemingen |
| 33                                          |          | Herman Van Rompuy (1947)               |        | CVP                          | 1 juni 1999      | 12 juli 1999      | Dehaene II                                                          | Kleine en Middelgrote Ondernemingen |
| 34                                          |          | Jaak Gabriëls (1943-2024)              |        | VLD                          | 12 juli 1999     | 10 juli 2001      | Verhofstadt I                                                       | Middenstand |
| 35                                          |          | Rik Daems (1959)                       |        | VLD                          | 10 juli 2001     | 12 juli 2003      | Verhofstadt I                                                       | Middenstand |
| 36                                          |          | Sabine Laruelle (1965)                 |        | MR                           | 12 juli 2003     | 11 oktober 2014   | Verhofstadt II en III, Leterme I, Van Rompuy, Leterme II en Di Rupo | Middenstand (tot 21 december 2007) Zelfstandigen (van 21 december 2007 tot 20 maart 2008) Zelfstandigen en KMO'S (van 20 maart 2008 tot 6 december 2011) Middenstand, KMO'S en Zelfstandigen (vanaf 6 december 2011) |
| 37                                          |          | Willy Borsus (1962)                    |        | MR                           | 11 oktober 2014  | 28 juli 2017      | Michel I                                                            | Middenstand, Zelfstandigen en KMO'S |
| 38                                          |          | Denis Ducarme (1973)                   |        | MR                           | 28 juli 2017     | 1 oktober 2020    | Michel I en II, Wilmès I en II                                      | Middenstand, Zelfstandigen en KMO'S |
| 39                                          |          | David Clarinval (1976)                 |        | MR                           | 1 oktober 2020   | 3 februari 2025   | De Croo                                                             | Middenstand, KMO's en Zelfstandigen |
| 40                                          |          | Eléonore Simonet (1997)                |        | MR                           | 3 februari 2025  | heden             | De Wever                                                            | Middenstand, KMO's en Zelfstandigen |